# La Maison sous la mer (film)
Pour plus de détails, voir Fiche technique et Distribution.
La Maison sous la mer est un film français d'Henri Calef, adapté d'un roman du même nom de Paul Vialar. Il a été tourné en 1946, essentiellement à Flamanville (Manche), dans les mines de fer de Diélette. Le film est sorti sur les écrans en 1947.

## Synopsis
Un étranger, prénommé Constant, perturbe la vie de Flore qui jusqu'alors était heureuse avec son mari, le mineur Lucien. Elle vit tout à coup un amour passionné, se réfugiant avec son amant dans une grotte qu'ils appellent « la maison sous la mer ». Lucien apprend par hasard à Constant qu'il est le mari de Flore. Constant se décide à partir. Flore, qui était constamment déchirée entre Lucien et l'étranger, tombe dans la mer quand s'éloigne le bateau qui emporte son amant.

## Fiche technique
- Titre : La Maison sous la mer
- Réalisation : Henri Calef
- Scénario : Jacques Companéez et Georges Neveux, d'après l'œuvre de Paul Vialar
- Photographie : Claude Renoir
- Montage : Jacques Grassi
- Musique : Jean Yatove
- Décors : Robert Hubert
- Son : Jean Rieul
- Production : Bervia-Films (Jean-Mario Bertschy)
- Format : noir et blanc, 35 mm
- Genre : drame
- Durée : 105 minutes
- Date de sortie : 
  - France : 20 août 1947
- Affiche : Guy-Gérard Noël (France)

## Distribution
- Viviane Romance : Flore, la femme de Lucien
- Clément Duhour : Constant, l'étranger
- Guy Decomble : Lucien, le mineur, mari de Flore
- Roland Armontel : M. Dial
- Jean Brochard : Quoniam
- René Génin : Le capitaine
- Anouk Aimée : Anouk
- Léon Bary : Le patron
- Robert Dalban : Le cafetier
- Dora Doll : La fille
- Guy Favières : Le syndicaliste
- Santa Relli : Mme Dial
- Geneviève Morel : Une ménagère
- Gabrielle Fontan : Une commère
- Zélie Yzelle : La mère
- Marcel Delaitre : Kappel
- Paul Faivre : Maresquier
- André Carnège : Le patron du bistrot
- Albert Glado : Le gosse
- René Lacourt : Un mineur
- Yves Brainville : Un mineur
- Max Mégy : Un mineur
- Pierre Collet : Un mineur
- Jean-Jacques Bourgeois
- Jean Carry